# Kearny (Nueva Jersey)
Kearny es un pueblo ubicado en el condado de Hudson en el estado estadounidense de Nueva Jersey. En el año 2010 tenía una población de 40.684 habitantes y una densidad poblacional de 1.541,06 personas por km².

## Geografía
Kearny se encuentra ubicado en las coordenadas 40°45′05″N 74°07′10″O / 40.75139, -74.11944.

## Demografía
Según la Oficina del Censo en 2000 los ingresos medios por hogar en la localidad eran de $47 757 y los ingresos medios por familia eran $54 596. Los hombres tenían unos ingresos medios de $38 672 frente a los $30 620 para las mujeres. La renta per cápita para la localidad era de $20 886. Alrededor del 8.6% de la población estaba por debajo del umbral de pobreza.